# كيت همبرغر
كيت همبرغر (بالألمانية: Käte Hamburger)‏ هي أستاذة جامعية وكاتِبة وفيلسوفة ألمانية، ولدت في 21 سبتمبر 1896 في هامبورغ في ألمانيا، وتوفيت في 8 أبريل 1992 في شتوتغارت في ألمانيا.